# Arika Okrent
Arika Okrent és una lingüista dels Estats Units coneguda pel seu llibre del 2009 In the land of invented languages: Esperanto, Rock Stars, Klingon, Poets, Loglan, Lovers, and the mad dreamers who tried to build a perfect language, fruit dels seus cinc anys d'investigació sobre les llengües construïdes. També apareix al documental del 2011 de Sam Green: La llengua universal.

## Biografia
Okrent va néixer a Chicago, de pares d'ascendència polonesa i transsilvània i quedà fascinada amb les llengües des de ben petita, la qual cosa va fer que seguís la carrera de lingüística. Després del Carleton College se n'anà a Hongria per fer classes durant un any; va aconseguir una mestria en arts en lingüística per la Universitat Gallaudet i un doctorat en psicolingüística per la Universitat de Chicago el 2004. Pot comunicar-se en anglès, hongarès i klingon, i té un gran coneixement d'esperanto. És neta de l'editor i escriptor Daniel Okrent.